# Zr.Ms. Prins Hendrik der Nederlanden (1867)
De Zr.Ms. Prins Hendrik der Nederlanden was een Nederlands pantserschip, dat van 1867 tot 1899 in actieve dienst was van de Koninklijke Marine, nog tot 1905 de Koninklijke Nederlandse Zeemacht. Het was een ramtorenschip, een vernieuwing voor de vloot van de Koninklijke Nederlandse Zeemacht.
Ze werd naar prins Hendrik genoemd, een jongere broer van koning Willem III die van 1852-1879 luitenant-admiraal was van de Nederlandse Marine.

## Geschiedenis
De Zr.Ms. Prins Hendrik der Nederlanden werd in 1865 door de toenmalig minister van Marine Huyssen van Kattendijke (1816-1866) in Engeland, in Birkenhead, besteld en werd in 1867 in dienst genomen. Het was aanvankelijk haar taak Stelling Den Helder, de haven van Den Helder, te beschermen, maar ze werd vanaf 1876 in Nederlands-Indië ingezet. Ze oefende in 1887 samen met de Zr.Ms. Koning der Nederlanden op de zee bij Makassar en assisteerde in de  Lombok-oorlog van 1894.
Ze lag de tijd, vanaf 1899 dat ze uit dienst was gesteld tot 1905, in de haven van Surabaya en deed daar dienst als munitiedepot. Ze werd in 1925 afgebroken.
De Koninklijke Nederlandse Zeemacht kocht kort na de Zr.Ms. Prins Hendrik der Nederlanden nog drie gepantserde ramtorenschepen, de Hr.Ms. Buffel, de Zr.Ms. Schorpioen en de Zr.Ms. Stier, die in 1868 in gebruik werden genomen.

## Techniek en uitrusting
Het schip behoorde tot de eerste van de Koninklijke Nederlandse Zeemacht met een bepantsering en twee geschutskoepels. De bepantsering was nodig, omdat de granaten afgeschoten door vijandige oorlogsschepen steeds krachtiger werden. Schepen met een houten romp voldeden niet meer. Ze behoorde daarentegen ook tot de laatste schepen met een ramsteven, maar juist door de pantsers werden ramaanvallen veel minder effectief.
Het vermogen van de stoommachines werd groter, waardoor zij niet meer alleen maar als hulpvermogen dienden. De Zr.Ms. Prins Hendrik der Nederlanden voer nog wel zeil, ze was een bark.
Er stonden twee geschutskoepels op het dek. Wanneer de hele bemanning van 19 man meedeed, waren er 20 seconden voor nodig om ze een keer helemaal, dus 360°, rond te draaien. De relingen konden, zoals op de afbeelding is te zien, naar beneden worden gezet om het bereik van de kanons groter te maken.